# Jobst-Hilmar von Bose
Jobst-Hilmar von Bose (21 de setembro de 1897 - 26 de março de 1949) foi um oficial alemão que serviu durante a Segunda Guerra Mundial. Foi condecorado com a Cruz de Cavaleiro da Cruz de Ferro.

## Carreira

### Patentes
Oberstleutnant

### Condecorações
| Cruz de Ferro 2ª Classe                                  |
| Cruz de Ferro 1ª Classe                                  |
| Cruz de Cavaleiro da Cruz de Ferro 4 de dezembro de 1941 |